# Petra Henzi
Petra Henzi (ur. 14 października 1969 w Rombach) – szwajcarska kolarka górska, czterokrotna medalistka mistrzostw świata w maratonie MTB, pięciokrotna medalistka mistrzostw świata i czterokrotna medalistka mistrzostw Europy MTB.

## Kariera
Pierwszy sukces w karierze Petra Henzi osiągnęła w 2002 roku, kiedy wspólnie z kolegami zdobyła brązowy medal w sztafecie podczas mistrzostw świata MTB w Kaprun. W tej samej konkurencji zdobyła także złote medale na mistrzostwach w Rotorua (2006) i mistrzostwach w Fort William (2007) oraz srebrny podczas mistrzostw w Val di Sole (2008). Pierwsze zwycięstwo osiągnęła razem z Florianem Vogelem, Martinem Fangerem i Nino Schurterem, a drugie z Vogelem, Schurterem i Thomasem Litscherem. Ponadto na mistrzostwach świata w Livigno w 2005 roku była trzecia w cross-country, ulegając jedynie Norweżce Gunn-Ricie Dahle i Polce Mai Włoszczowskiej. Sukcesy osiągała także na mistrzostwach świata w maratonie MTB. Pierwszy medal w tej konkurencji zdobyła podczas mistrzostw świata w maratonie MTB w Lillehammer, gdzie wyprzedziły ją Gunn-Rita Dahle oraz Słowenka Blaža Klemenčič. Na rozgrywanych rok później mistrzostwach w Oisans była już druga, a podczas mistrzostw świata w Verviers w 2007 roku zwyciężyła. Ostatni medal w maratonie zdobyła podczas mistrzostw świata w Stattegg w 2009 roku, gdzie uplasowała się na trzecie pozycji za Niemką Sabine Spitz oraz swą rodaczką Esther Süss. Henzi wystąpiła także na igrzyskach olimpijskich w Pekinie w 2008 roku, gdzie rywalizację w cross-country zakończyła na szóstym miejscu. Czterokrotnie zdobywała medale mistrzostw Europy, w tym trzy złote w sztafecie (Wałbrzych 2004, Limosano 2006 i Kapadocja 2007).